# Colin Muset
Colin Muset (fl. 1210-1250 circa o 1230-1270) è stato un troviero che ha scritto in antico francese, nativo della Lorena.

## Biografia
Passa la sua vita nella regione dello Champagne andando di castello in castello e  cantando canzoni di sua composizione e suonando la viella. Queste non si limitano all'elogio dell'amor cortese, argomento comune nel repertorio dei trovieri, ma contengono molti dettagli della vita dello joglar. I suoi componimenti poetici sono diciotto: nove attribuiti nei canzonieri, tre auto-referenziali e sei la cui attribuzione si basa su asserzioni fatte dagli studiosi moderni (una delle quali si ritiene sia attribuita in modo erroneo nei manoscritti). Ventuno poesie a lui accreditate sono state curate e pubblicate da Joseph Bédier nel 1912 (Parigi) e successivamente (con la riduzione del suo autentico corpus a sedici poesie) da Massimiliano Chiamenti nel 2005 (Roma). Nove dei suoi componimenti poetici ci sono pervenuti con la "partitura" musicale. Sette sono chansons jongleuresques, vale a dire, canzoni che descrivono la vita di uno joglar. I suoi tre serventois condannano l'avarizia della nobilità, ma il suo moralismo è compensato dalla vena umoristica. Scrisse anche due descorts, un lai e un tenzonen cinica con Jacques d'Amiens.
Il soprannome "Muset" potrebbe derivare dalla sua ispirazione ("le Muse") o dalla sua consuetudine a muser (oziare, bighellonare, perder tempo).

## Fonti
- (EN)  "Colin Muset". Music Encyclopedia. The Concise Grove Dictionary of Music. Oxford: Oxford University Press, 1994. url consultato il 27 febbraio 2009
- (EN)  "Colin Muset". French Literature Companion. The New Oxford Companion to Literature in French. Oxford: Oxford University Press, 2005. url consultato il 27 febbraio 2009